# Phlyctaenopora bocagei
Phlyctaenopora bocagei är en svampdjursart som beskrevs av Claude Lévi 1983. Phlyctaenopora bocagei ingår i släktet Phlyctaenopora och familjen Mycalidae.
Artens utbredningsområde är havet kring Nya Kaledonien. Inga underarter finns listade i Catalogue of Life.